# Тотма
Тотма (рус. Тотьма) град је у Русији у Вологдској области.

## Становништво
| 1939. | 1959. | 1970. | 1979. | 1989.  | 2002.  | 2010. |
| ----- | ----- | ----- | ----- | ------ | ------ | ----- |
| 6.900 | 7.929 | 8.465 | 9.336 | 10.622 | 10.531 | 9.785 |